# Stephen B. Cushing
Stephen Booth Cushing (* Januar 1812 in Pawling, New York; † 9. Juni 1868 in New York City) war ein US-amerikanischer Jurist und Politiker.

## Werdegang
Stephen Booth Cushing, Sohn von Fanny Nicholas (1788–1848) und Milton Foster Cushing (1787–1811), wurde nach dem Tod seines Vaters im Dutchess County geboren. Seine Kindheit war vom Britisch-Amerikanischen Krieg überschattet. Über seine Jugendjahre ist nichts bekannt. 1832 graduierte er am Williams College in Williamstown (Massachusetts). Nach dem Erhalt seiner Zulassung als Anwalt begann er in Ithaca (New York) zu praktizieren. 1836 heiratete er Mary Woodcock (um 1815–1868), Tochter des Kongressabgeordneten David Woodcock. Die nächsten Jahre waren von der Wirtschaftskrise von 1837 und dem folgenden Mexikanisch-Amerikanischen Krieg (1846–48) bestimmt.
Zu Beginn seiner politischen Laufbahn war er Mitglied der Demokratischen Partei. 1852 vertrat er das Tompkins County in der New York State Assembly. In der Folgezeit schloss er sich der American Party an. Von 1856 bis 1857 war er Attorney General des Bundesstaates  New York. Nach dem Ende seiner Amtszeit zog er zurück nach New York City, wo er wieder seiner Tätigkeit als Anwalt nachging. Er wurde Partner von Daniel E. Sickles. Die weiteren Jahre waren vom Bürgerkrieg geprägt.